# 上磯郡
- 令制国一覧 > 北海道 (令制) > 渡島国 > 上磯郡
- 日本 > 北海道 > 渡島総合振興局 > 上磯郡

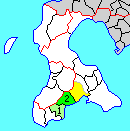
北海道上磯郡の位置（1.知内町 2.木古内町 黄：明治期 薄緑：後に他郡から編入した区域）

上磯郡（かみいそぐん）は、北海道（渡島国）渡島総合振興局の郡。
人口7,181人、面積418.62km²、人口密度17.2人/km²。（2025年6月30日、住民基本台帳人口）
以下の2町を含む。
- 知内町（しりうちちょう）
- 木古内町（きこないちょう）

## 郡域
1879年（明治12年）に行政区画として発足した当時の郡域は、木古内町および北斗市の一部（追分、久根別、中野通、清川、野崎、戸切地以南）を加えた区域にあたる。知内町は明治14年（1881年）に福島郡から編入された区域である。

## 歴史

### 郡発足までの沿革
室町時代までに道南十二館のうち中野館・茂別館が築かれていた。茂別館は応仁の乱のちょうど10年前の1457年（康正3年、長禄元年）に起きたコシャマインの戦いの際も、落城しなかった館のひとつである。七重浜では松前藩祖・武田信広公がコシャマイン親子を討取り、その後戦いは散発したものの蜂起は平定された。
江戸時代の上磯郡域は和人地となっていた。陸上交通は、津軽郡の松前と亀田郡の箱館を結ぶ奥州街道（松前道）が東西に走り、木古内から檜山郡の上ノ国までは木古内山道が通じていた。寛永18年には木古内村に真宗大谷派函館別院の前身の阿弥陀堂が建立されたが、これは宝永7年亀田郡の箱館（函館）に移転している。
上磯郡は当初松前藩領とされていたが、江戸時代後期の文化4年、上磯郡域を含む渡島国域が天領とされた。文政4年いったん松前藩領となり、安政元年には野崎に戸切地陣屋が築かれたが、安政2年、上磯郡域は再び天領とされ松前藩が警固を行った。戊辰戦争（箱館戦争）終結直後の1869年8月15日、大宝律令の国郡里制を踏襲して上磯郡が置かれた。

### 郡発足以降の沿革

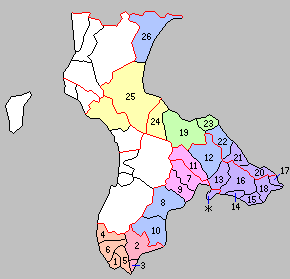
北海道一・二級町村制施行時の上磯郡の町村（7.上磯村 8.木古内村 9.茂別村 10.知内村 桃：北斗市 青：区域が発足時と同じ町村）

- 明治2年8月15日（1869年9月20日） - 北海道で国郡里制が施行され、渡島国および上磯郡が設置される。開拓使が管轄。
- 明治5年
  - 4月9日（1872年5月15日） - 全国一律に戸長・副戸長を設置（大区小区制）。
  - 10月10日（1872年11月10日） - 4月に設置された区を大区と改称し、その下に旧来の町村をいくつかまとめて小区を設置（大区小区制）。
- 明治9年（1876年）9月 - 従来開拓使において随意定めた大小区画を廃し、新たに全道を30の大区に分ち、大区の下に166の小区を設けた。

- 第13大区
  - 1小区 ： 木古内村、瓜谷村、札苅村、泉沢村、釜谷村、三ツ石村、当別村、茂辺地村
  - 2小区 ： 富川村、三好村、吉田村、三谷村、戸切地村、有川村、中野村、濁川村、清水村

- 明治12年（1879年）7月23日 - 郡区町村編制法の北海道での施行により、行政区画としての上磯郡が発足。同年有川村と戸切地村が合併し上磯村、三谷（みつや）村と三好村が合併し谷好村が成立、瓜谷村が木古内村に編入。
- 明治13年（1880年）1月 - 亀田上磯郡役所の管轄となる。
- 明治14年（1881年） - 福島郡知内村・小谷石村（福島村より分村）の所属郡が本郡に変更。当別村と三ツ石村が合併し石別村が、清水村と濁川村が合併し清川村がそれぞれ成立。吉田村が上磯村に編入。
- 明治15年（1882年）2月8日 - 廃使置県により函館県の管轄となる。
- 明治19年（1886年）
  - 1月26日 - 廃県置庁により北海道庁函館支庁の管轄となる。
  - 12月 - 函館支庁が廃止。
- 明治21年（1888年）3月 - 亀田郡外三郡役所（亀田上磯茅部山越郡役所）の管轄となる。
- 明治30年（1897年）11月5日 - 郡役所が廃止され、亀田支庁の管轄となる。
- 明治32年（1899年）10月1日 - 亀田支庁が移転・改称して函館支庁となる。
- 明治33年（1900年）7月1日 - 北海道一級町村制の施行により、上磯村、清川村、中野村、谷好村、富川村の区域をもって上磯村（一級村）が発足。（1村）
- 明治35年（1902年）4月1日 - 北海道二級町村制の施行により、木古内村、札苅村、泉沢村、釜谷村の区域をもって木古内村（二級村）が発足。（2村）
- 明治39年（1906年）4月1日 - 北海道二級町村制施行により、以下の町村が発足。（4村）
  - 知内村（二級村） ← 知内村、小谷石村（現・知内町）
  - 茂別村（二級村） ← 茂辺地村、石別村（現・北斗市）
- 大正7年（1918年）1月1日 - 上磯村が町制施行して上磯町（一級町）となる。（1町3村）
- 大正8年（1919年）4月1日 - 木古内村が北海道一級町村制を施行。
- 大正11年（1922年）8月17日 - 函館支庁が改称して渡島支庁となる。
- 昭和17年（1942年）10月1日 - 木古内村が町制施行して木古内町（一級町）となる。（2町2村）
- 昭和18年（1943年）6月1日 - 北海道一・二級町村制が廃止され、北海道で町村制を施行。二級町村は指定町村となる。
- 昭和21年（1946年）10月5日 - 指定町村を廃止。
- 昭和22年（1947年）5月3日 - 地方自治法の施行により北海道渡島支庁の管轄となる。
- 昭和30年（1955年）4月1日 - 茂別村が上磯町に編入。（2町1村）
- 昭和42年（1967年）10月1日 - 知内村が町制施行して知内町となる。（3町）
- 平成18年（2006年）2月1日 - 上磯町が亀田郡大野町と合併して北斗市が発足し、郡より離脱。（2町）
- 平成22年（2010年）4月1日 - 渡島支庁が廃止され、渡島総合振興局の管轄となる。